# Boissa e Panchòt
Boissa e Panchòt (en francès Boisse-Penchot) és un municipi occità, situat al departament de l'Avairon i a la regió d'Occitània a l'estat francès.

## Demografia
| 1962                                       | 1968 | 1975 | 1982 | 1990 | 1999 | 2006 |
| ------------------------------------------ | ---- | ---- | ---- | ---- | ---- | ---- |
| 652                                        | 735  | 622  | 646  | 546  | 509  | 536  |
| Des de 1962: població sense dobles comptes |      |      |      |      |      |      |

## Administració
| Període | Identitat      | Partit |
| ------- | -------------- | ------ |
| 2001-   | Francis Cayron |        |